# Shahrdad Rouhani
 (juin 2016).
Pour les articles homonymes, voir Rouhani.
Shahrdad Rouhani, aussi appelé Shardad Rohani, Shahrdad Rohani ou Shahdad Rohani (en persan : شهرداد روحانی ou شهداد روحانی), est un compositeur, violoniste, pianiste, arrangeur et chef d'orchestre irano-américain né à Téhéran le 27 mai 1954.

## Jeunesse
Son père, Reza Rohani, était lui-même un musicien accompli et lui enseigna le violon dès l'âge de 5 ans. Il fut aussi l'élève du violoniste perse Ebrahim Rouhifar. À 6 ans il commença également à apprendre le piano, puis il entra au conservatoire de Téhéran à l'âge de 10 ans, où il fut enseigné par des professeurs de piano suisse et arménien.
Il partit en 1975 pour Vienne, où il étudia à l'Académie et au Conservatoire de musique. En 1984, il avait obtenu une bourse d'études pour poursuivre sa formation à l'UCLA et s'envola pour la Californie.

## Carrière musicale
De 1987 à 1991, Rohani a dirigé l'orchestre COTA (Conductor of the Arts Symphony Orchestra) de Los Angeles ; il fut également chef invité de nombreux orchestres internationaux tels que le  Royal Philharmonic Orchestra, l'Orchestre symphonique du Minnesota, l'Orchestre symphonique du Colorado, l'Orchestre symphonique de San Diego, l'Orchestre symphonique d'Indianapolis ou encore de l'Orchestre philharmonique de Zagreb. 
En 1993, Shardad Rohani arrangea et conduisit la partie orchestrale du concert du musicien grec Yanni : Yanni Live at the Acropolis. Pour ce concert il enregistra aussi au violon dans tous les titres sauf deux. Yanni Live at the Acropolis fut acclamé par la critique et battu des records d'audience sur les chaînes télévisées publiques aux États-Unis.
Il acquit la nationalité américaine en 1994.

## Discographie
- 1977 - Eternity
- 1991 - Dance of Spring[4]
- 1994 - Beauty of Love, Journey to Romance
- 1994 - Dream Images
- 1994 - Encore on Ivory[5]
- 1994 - The Winds of Christmas
- 1995 - Impressions of Romance
- 1996 - Touch of Serenity, Volume 1
- 1997 - The Winds of Christmas, Volume 2
- 2000 - Sunrise in Bangkok (avec Dej Bulsuk et le London Symphony Orchestra)
- 2007 - Tchaïkovski : Casse Noisette ; Le lac des cygnes ; La belle au bois dormant (avec l'Orchestre de la Radio Slovaque et le New Philharmonic Orchestra & Viktor Simcisko)
- 2009 - Open Secret (Nahan Makon, Alireza Assar, Shardad Rohani et le London Symphonic Orchestra)
- 2013 - Sinus Persicus Suite (avec le London Symphony Orchestra et les London Voices)
- Kingdom of Smiles (avec Dej Bulsuk et le London Symphony Orchestra)
- Cinema Passion
- Motherland
- Nasime Bahari
- Rayahee

## Participation en artiste invité
- 1993 - Live at the Acropolis (avec Yanni)
- 1999 - The Private Years (une compilation avec Yanni)
- 2009 - EclectSax (aved Douglas Masek)
- 2013 - Dancing at the Opera

## Prix et reconnaissances officielles
- Bourse A.K.M. (Vienne, Autriche)
- Bourse de l'ASCAP (Los Angeles, Californie)
- 1984 - Jerry Fielding Award, UCLA[3]
- 1999 - 'Pikanes Award' de l'Association Musicale de Thaïlande